# Фонякебангский кривопалый геккон
Фонякебангский кривопалый геккон, или фонякебангский циртодактилюс (лат. Cyrtodactylus phongnhakebangensis) — вид ящериц из семейства гекконов, открытый в 2002 году учёными из Германии, Швейцарии и Вьетнама в национальном парке Фонгня-Кебанг.
Обитают в карстовых районах центрального Вьетнама. Живут на стволах деревьев, карстовых скалах, гнилых деревьях, а также на земле в листьях и траве. Очень пугливые, при малейшем шорохе прячутся в укрытие. Кожа имеет фиолетовый оттенок.